# Zogist

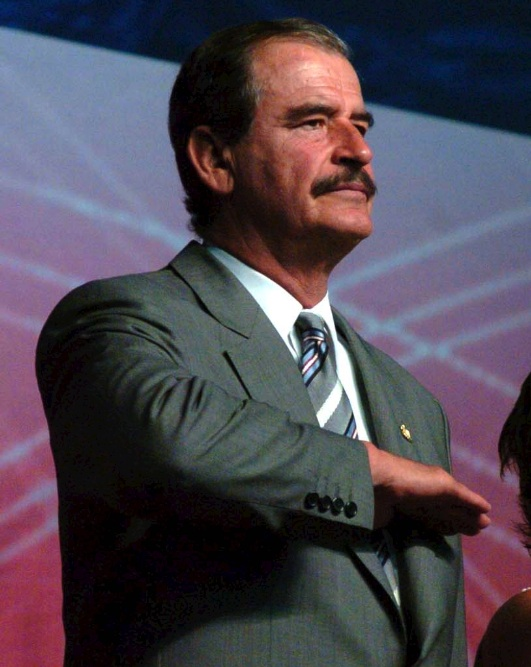
Vicente Fox, były prezydent Meksyku, wykonujący pozdrowienie Zogist

Zogist – wojskowe pozdrowienie, które było używane w Albanii, a także przez ludność cywilną w innych krajach (m.in. obecnie w Meksyku i Indiach).
Pozdrowienie wykonuje się prawą ręką umieszczoną na sercu, z dłonią skierowaną w dół. Gest ten został ustanowiony przez króla Albanii Zogu I i był powszechnie używany w Królewskiej Armii Albanii.